# Nicolas Huet le Jeune
Pour les articles homonymes, voir Huet.
Nicolas Huet, né en 1770 à Paris où il est mort le 8 décembre 1830, est un peintre, dessinateur et graveur français.

## Biographie
Nicolas Huet était le fils aîné de Jean-Baptiste Huet, lui-même fils de Nicolas Huet l'Ancien, tous peintres et graveurs de la vie animale, ainsi que François Huet (1772-1813), frère et sœur de Nicolas Huet, et Jean-Baptiste Huet II (né en 1772). En 1792, il et ses deux frères se sont enrôlés avec les volontaires de Seine-et-Oise ; Il devint lieutenant et prit part à la bataille de Jemappes. Il a également participé à l’exploration scientifique et artistique de l’Égypte de Napoléon entre 1798 et 1801, illustrant ensuite le rapport du gouvernement. Huet était un aquarelliste et graveur qualifié, qui a acquis une réputation de dessinateur d'histoire naturelle. En octobre 1804, après la mort d'Oudinot, il est désigné peintre au Muséum d'histoire naturelle et à la ménagerie – collection d'animaux, d'oiseaux et de plantes –  de l’Impératrice Joséphine, dont beaucoup sont représentés par Huet. Il a également illustré les travaux des naturalistes Étienne Geoffroy Saint-Hilaire et Georges Cuvier.
Huet a produit pour la bibliothèque du Muséum d'histoire naturelle une série de 246 dessins sur vélin, publiés en 1808 sous le titre « Collection de mammifères du Muséum d'histoire naturelle ». De 1823 à sa mort, Huet fut « professeur d'iconographie des animaux » et continua à exposer des dessins et des aquarelles d'animaux dans divers salons jusqu'à peu de temps avant sa mort. Il a également été chargé de créer des dessins élaborés d'animaux, souvent sur vélin, pour des notables comme Frédéric-Auguste II de Saxe, l'officier André Masséna, le prince d'Essling et le duc de Rivoli.
Lambert Frères publient un certain nombre de ses images, gravées par son frère Jean-Baptiste, qui a également gravé les représentations de mammifères par Nicolas. Il a également illustré l’Histoire naturelle des mollusques terrestres et fluviatiles et Nouveau recueil des planches colorées d'oiseaux. À la mort de Gerard van Spaendonck en 1822, Nicolas et Pierre-Joseph Redouté ont pris en charge le cours d'iconographie au Muséum d'histoire naturelle.

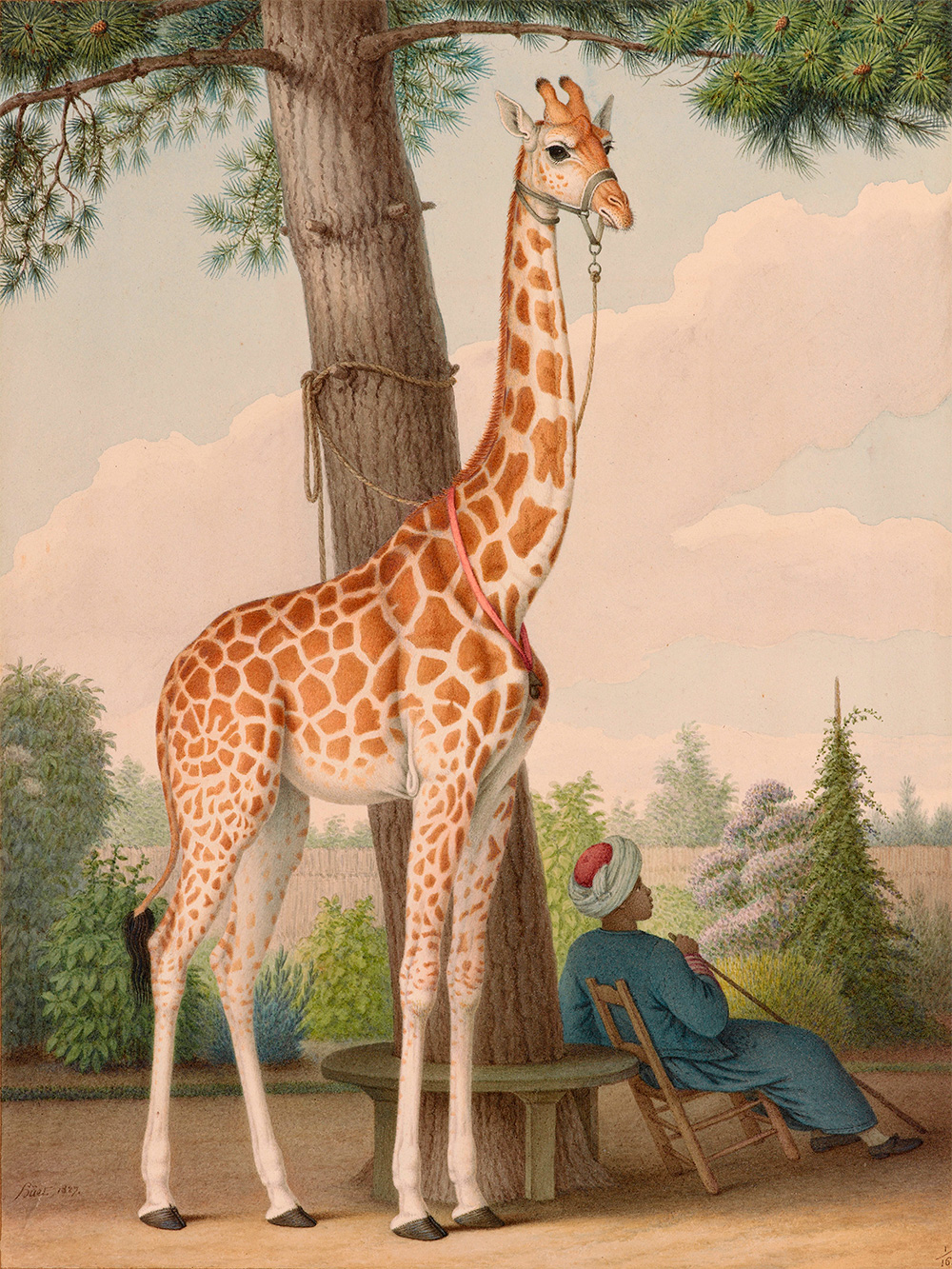
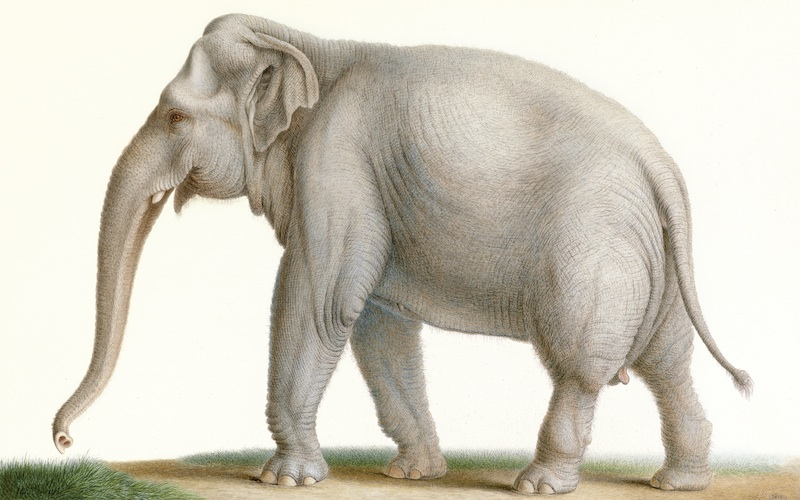
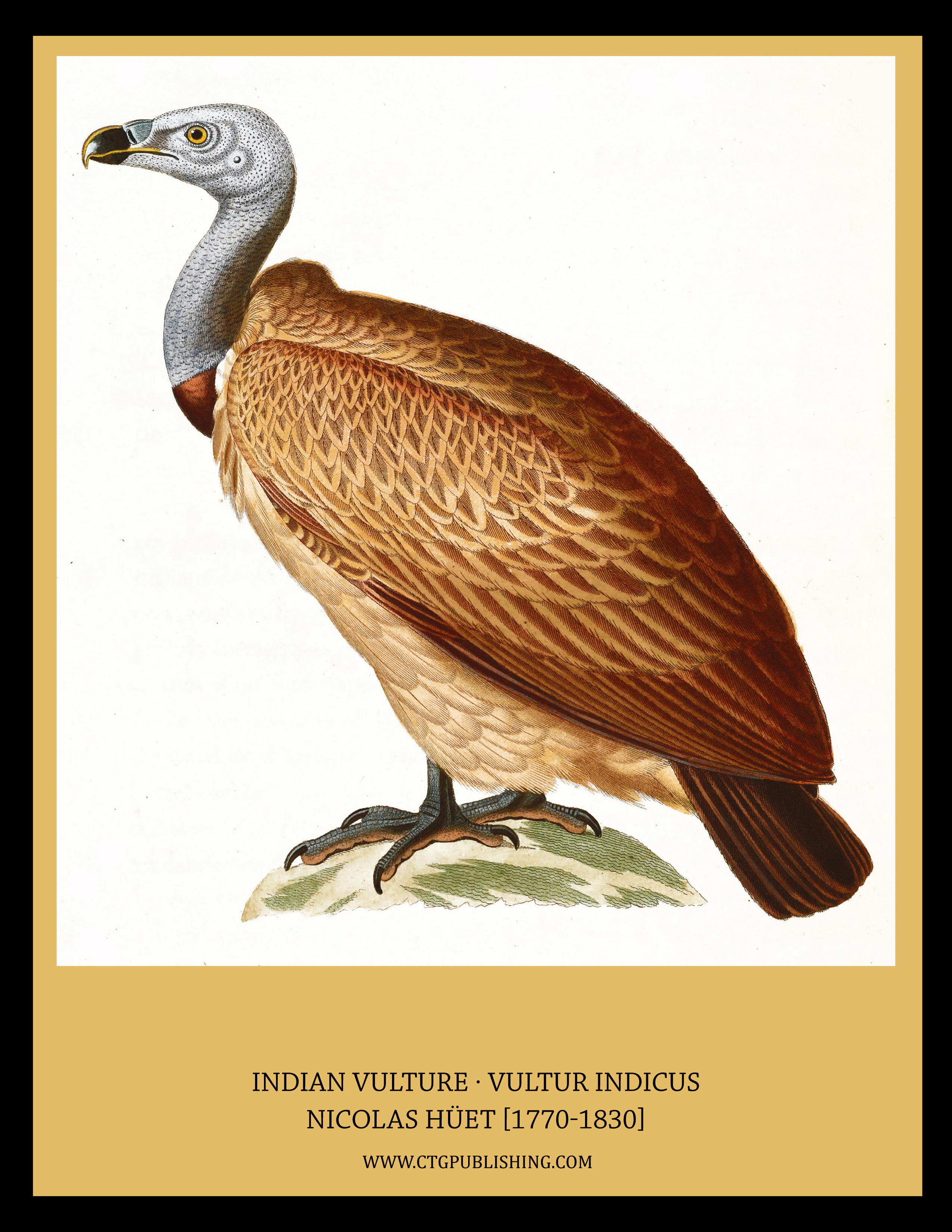